# Oudemirdumer Klif
Oudemirdumer Klif is een natuurgebied in de streek Gaasterland in de Nederlandse provincie Friesland.
Het Oudemirdumer Klif ligt ten zuiden van Oudemirdum op de zuidelijke keileemrug in het Nationaal Landschap Zuidwest Fryslân. Het wordt sinds 1927 beheerd door de Vereniging Natuurmonumenten.
Het natuurgebied is ca.26 hectare groot. Het eerste perceel van ruim zeven hectare werd in 1927 aangekocht door de Vereniging Natuurmonumenten. In 1930 en 1933 volgden nog twee percelen. Tijdens de ruilverkaveling in de jaren '80 zijn zogeheten overhoekjes toegevoegd. Het gebied is nu ongeveer 1400 meter lang en gemiddeld 70 meter breed. Het lage land en de hogere graslanden worden verpacht. De pachter moet zich houden aan regels, zoals niet maaien voor half juni en geen drijfmest uitrijden. Aan de oostkant van het gebied ligt recreatieterrein De Hege Gerzen, dat een uitbater pacht van de gemeente De Fryske Marren.
Het is ontstaan tijdens het Saalien door oprukkend landijs. In het gebied komen het grasklokje, klein vogelpootje, zandblauwtje, kamgras en aardbeiklaver voor en er broeden oeverzwaluwen. 

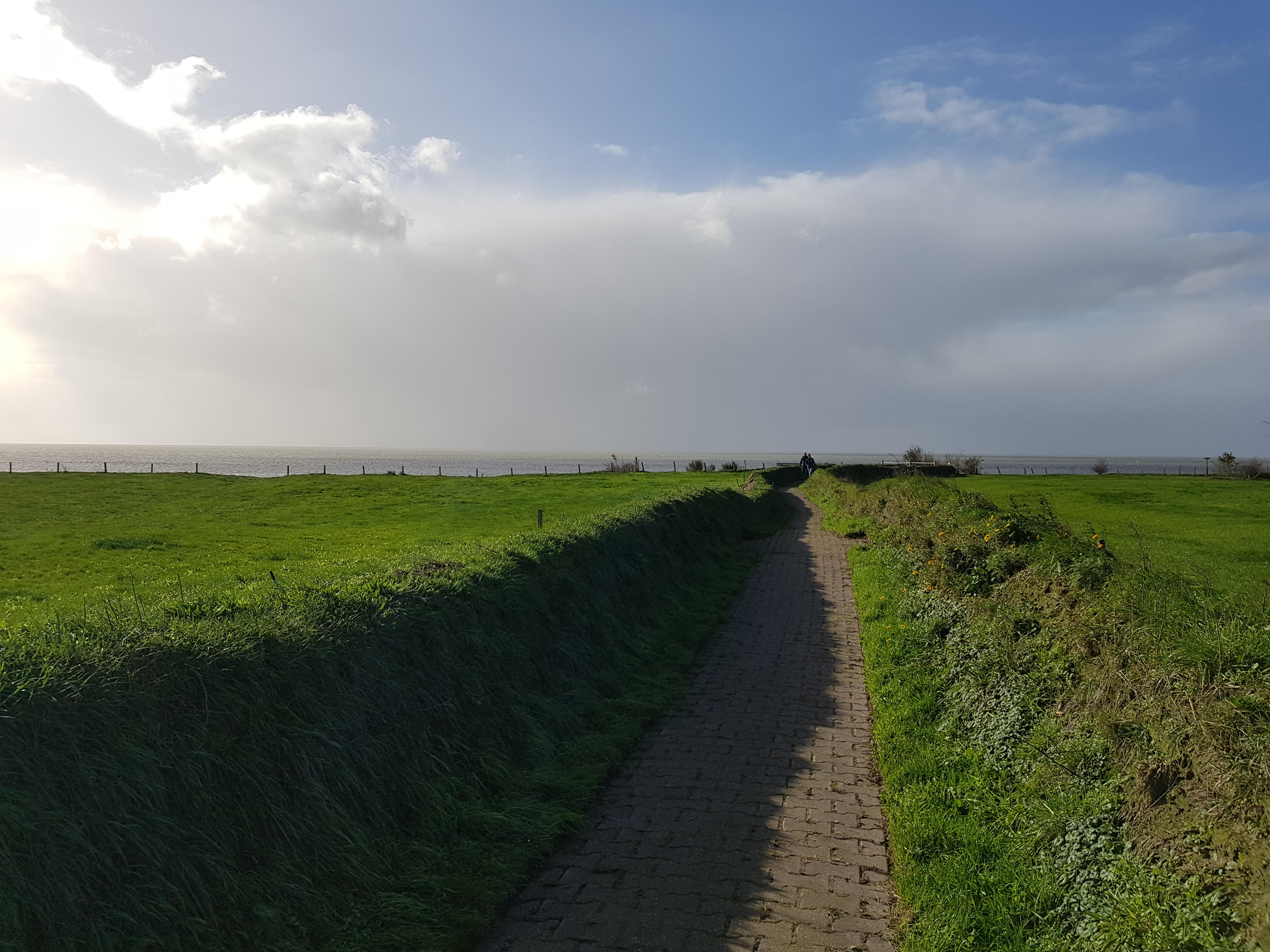
Pad naar het klif
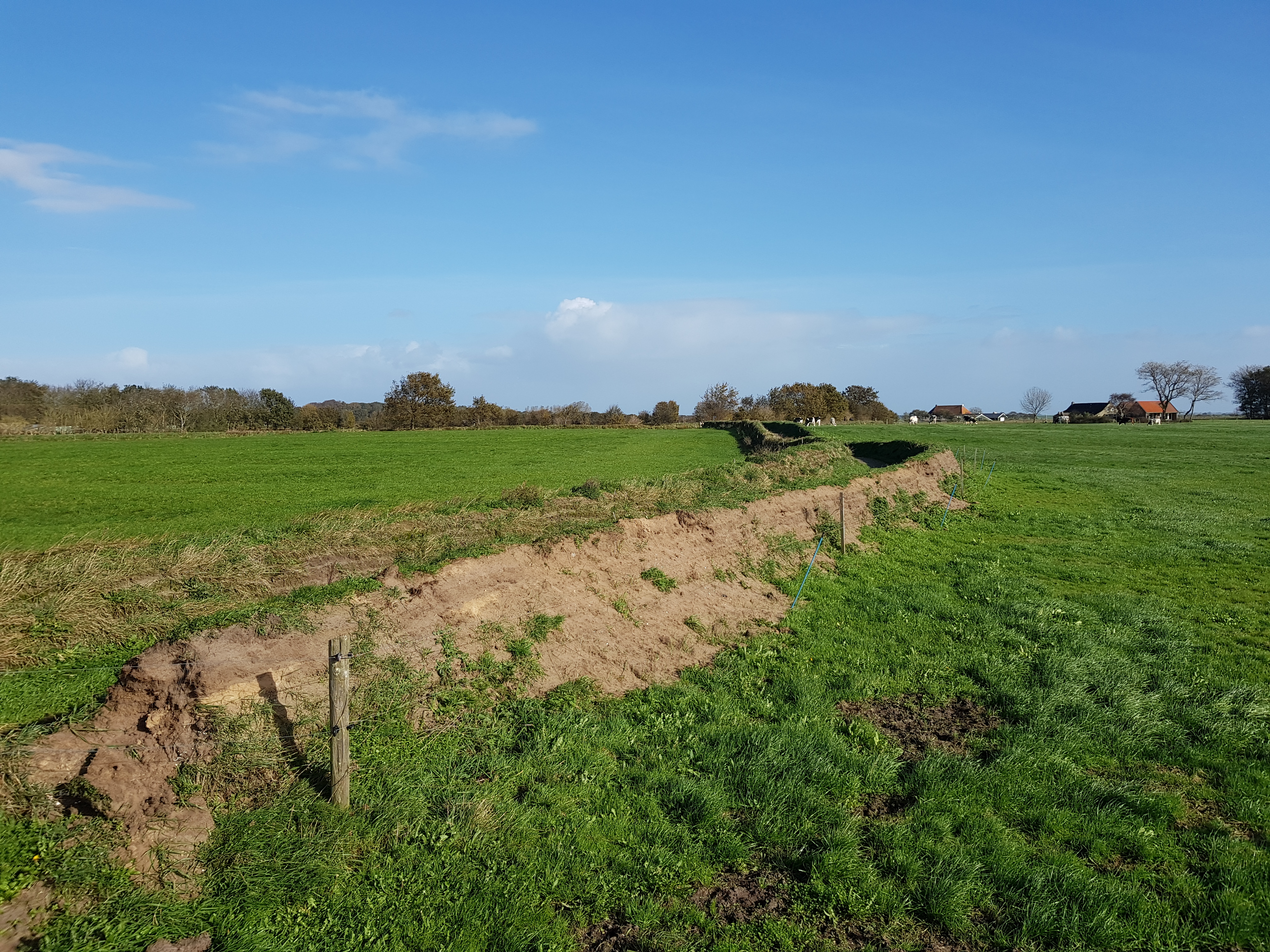